# ウィリアム・ベートマン (初代ベートマン子爵)
初代ベートマン子爵ウィリアム・ベートマン（英語: William Bateman, 1st Viscount Bateman KB FRS、1695年 – 1744年12月）は、イギリスの政治家、貴族。

## 生涯
サー・ジェームズ・ベートマンとエスター・サール（Esther Searle、ジョン・サールの娘）の息子として、1695年頃に生まれた。1712年にインナー・テンプルに入学、同年4月26日にケンブリッジ大学ピーターハウスに入学した。1718年に父が死去すると、莫大な遺産を相続した。
1721年3月にレンスター選挙区で庶民院議員に当選したが、1722年イギリス総選挙では出馬しなかった。1725年7月12日、ベートマン子爵とロンドンデリー県のカルモア男爵に叙されたが、国王ジョージ1世がベートマンへのバス勲章授与を回避するための叙爵だったという。1727年イギリス総選挙で再びレンスター選挙区から出馬して当選、1730年2月にはヘッセン傭兵をめぐる審議で反対票を投じたが、妻アンが宮廷での人気があったため、彼女はヘンリー・ペラムに手紙を書いてとりなしを試み、国王ジョージ2世は最初は激怒したものの結局は折れ、ベートマンは1732年1月12日にバス勲章を授与された。その後、1733年の消費税法案に賛成票を投じたが、1734年の七年議会法廃止法案では野党を支持した。1734年イギリス総選挙ではラドナー選挙区で出馬したが、首相ロバート・ウォルポールが現職のトマス・ルイスを支持したためベートマンは落選した。
1733年2月22日、王立協会フェローに選出された。
1744年12月にパリで死去、息子ジョンが爵位を継承した。

## 家族
1720年、アン・スペンサー（Anne Spencer、1769年2月19日没、第3代サンダーランド伯爵チャールズ・スペンサーの娘）と結婚、2男を儲けた。
- ジョン（英語版）（1721年 – 1802年） - 第2代ベートマン子爵

1738年、ベートマンの同性愛行為により2人は別居した。